# Hagfors (comuna)
Hagfors (em sueco: Hagfors kommun) é uma comuna da Suécia localizada no condado de Varmlândia. Sua capital é a cidade de Hagfors. Possui 1 824 quilômetros quadrados e segundo censo de 2018, havia 11 698 habitantes.